# Hyltebruk
Hyltebruk este un oraș în Suedia.

## Demografie
| \| Evoluția demografică a zonei urbane Hyltebruk, 1970–2015 \| Evoluția demografică a zonei urbane Hyltebruk, 1970–2015 \| Evoluția demografică a zonei urbane Hyltebruk, 1970–2015 \| Evoluția demografică a zonei urbane Hyltebruk, 1970–2015 \| Evoluția demografică a zonei urbane Hyltebruk, 1970–2015 \| \| --------------------------------------------------------------------------------------- \| -------------------------------------------------------- \| -------------------------------------------------------- \| -------------------------------------------------------- \| -------------------------------------------------------- \| \| An \| \| \| Locuitori \| \| \| 1970 \| 1970 \| \| 2.852 \| 2.852 \| \| 1975 \| 1975 \| \| 3.469 \| 3.469 \| \| 1980 \| 1980 \| \| 3.668 \| 3.668 \| \| 1990 \| 1990 \| \| 3.767 \| 3.767 \| \| 1995 \| 1995 \| \| 4.016 \| 4.016 \| \| 2000 \| 2000 \| \| 3.671 \| 3.671 \| \| 2005 \| 2005 \| \| 3.742 \| 3.742 \| \| 2010 \| 2010 \| \| 3.716 \| 3.716 \| \| 2015 \| 2015 \| \| 3.992 \| 3.992 \| \| Sursa: SCB - Statistika Centralbyrån, Folkmängden per tätort. Vart femte år 1960 - 2016 \| \| \| \| \| |      |  |           |       |
| Evoluția demografică a zonei urbane Hyltebruk, 1970–2015 |      |  |           |       |
| An |      |  | Locuitori |       |
| 1970 | 1970 |  | 2.852     | 2.852 |
| 1975 | 1975 |  | 3.469     | 3.469 |
| 1980 | 1980 |  | 3.668     | 3.668 |
| 1990 | 1990 |  | 3.767     | 3.767 |
| 1995 | 1995 |  | 4.016     | 4.016 |
| 2000 | 2000 |  | 3.671     | 3.671 |
| 2005 | 2005 |  | 3.742     | 3.742 |
| 2010 | 2010 |  | 3.716     | 3.716 |
| 2015 | 2015 |  | 3.992     | 3.992 |
| Sursa: SCB - Statistika Centralbyrån, Folkmängden per tätort. Vart femte år 1960 - 2016 |      |  |           |       |